# Barclay Tower
La Barclay Tower è un grattacielo situato a Tribeca, un quartiere di New York, nella parte meridionale di Manhattan. L'edificio residenziale presenta un'altezza di 205 metri sul livello della strada e comprende 56 piani, sui quali sono collocati 441 appartamenti.
La costruzione della torre è avvenuta tra il 2005 e il 2007. Il costo della locazione dei suoi appartamenti è considerato il più alto dell'area meridionale dei Manhattan.